# قمة مجموعة العشرين 2010 الرابعة في تورنتو
قمة مجموعة العشرين 2010 في تورنتو هو الاجتماع الرابع للمجموعة العشرين. انعقد الاجتماع في مدينة تورونتو الكندية خلال يومي 26-27 يونيو عام 2010. وناقشت القمة تقييم التقدم المحرز في الإصلاح المالي وتطوير اجراءات التحفيز المستدامة.

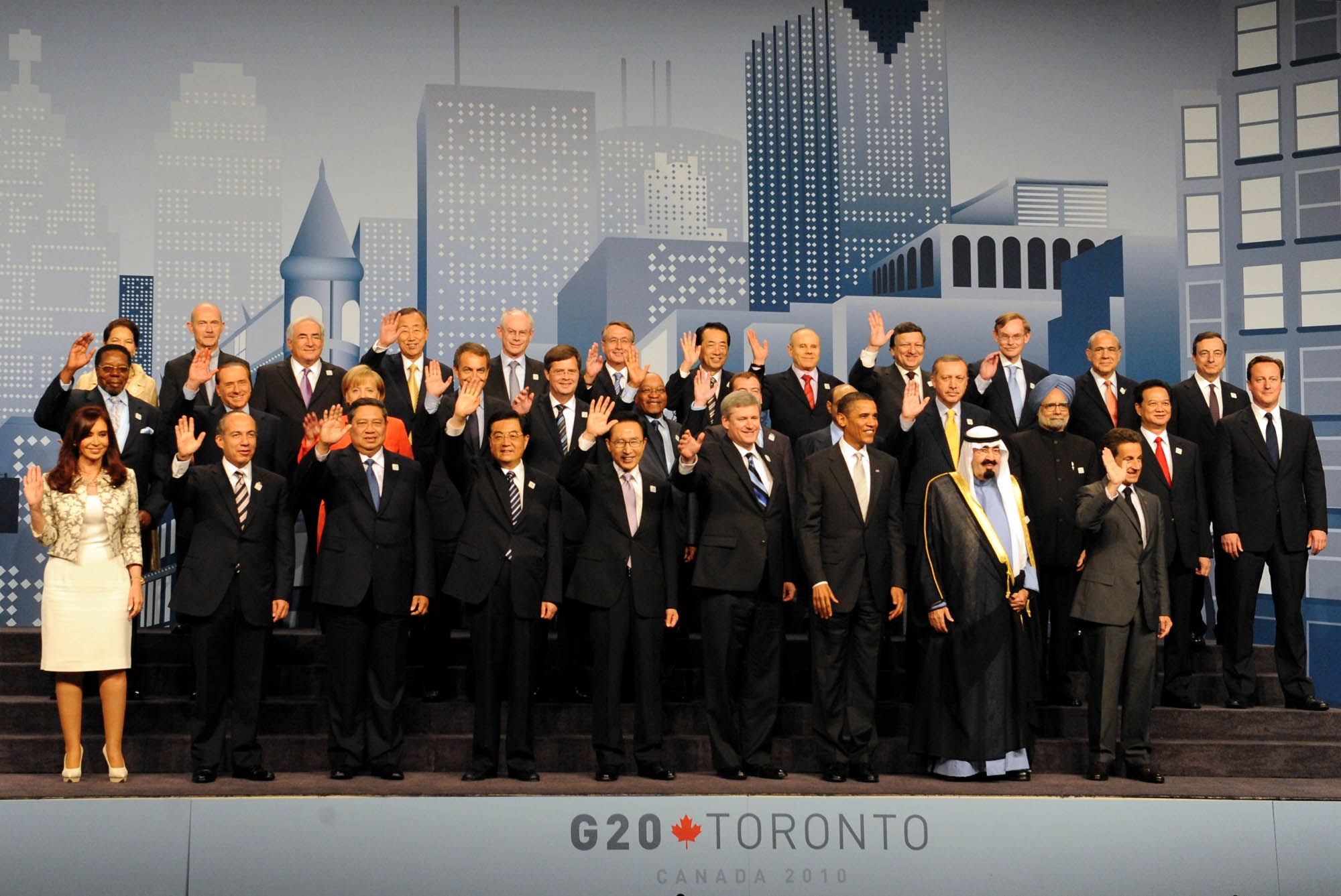
قادة الدول في صورة جماعية

## الحضور
| - مجموعة العشرين - الدولة المضيف بالخط العريض | - مجموعة العشرين - الدولة المضيف بالخط العريض | - مجموعة العشرين - الدولة المضيف بالخط العريض | - مجموعة العشرين - الدولة المضيف بالخط العريض |
| عضو                                           | عضو                                           | الممثل                                        | المنصب                                        |
| --------------------------------------------- | --------------------------------------------- | --------------------------------------------- | --------------------------------------------- |
| الأرجنتين                                     | الأرجنتين                                     | كريستينا فرنانديز دي كيرشنر                   | رئيس                                          |
| أستراليا                                      | أستراليا                                      | واين سوان                                     | مساعد رئيس الوزراء                            |
| البرازيل                                      | البرازيل                                      | Guido Mantega                                 | وزير المالية                                  |
| كندا                                          | كندا                                          | ستيفن هاربر                                   | رئيس وزراء كندا                               |
| الصين                                         | الصين                                         | هو جينتاو                                     | رئيس جمهورية الصين الشعبية                    |
| فرنسا                                         | فرنسا                                         | نيكولا ساركوزي                                | رئيس الجمهورية الفرنسية                       |
| ألمانيا                                       | ألمانيا                                       | أنغيلا ميركل                                  | مستشارة                                       |
| الهند                                         | الهند                                         | مانموهان سينغ                                 | رئيس الوزراء                                  |
| إندونيسيا                                     | إندونيسيا                                     | سوسيلو بامبانغ يودهويونو                      | رؤساء إندونسيا                                |
| إيطاليا                                       | إيطاليا                                       | سيلفيو برلسكوني                               | رئيس وزراء إيطاليا                            |
| اليابان                                       | اليابان                                       | ناوتو كان                                     | رئيس وزراء اليابان                            |
| المكسيك                                       | المكسيك                                       | فيليبي كالديرون                               | رئيس                                          |
| روسيا                                         | روسيا                                         | دميتري ميدفيديف                               | رؤساء روسيا                                   |
| السعودية                                      | السعودية                                      | عبد الله بن عبد العزيز آل سعود                | قائمة ملوك السعودية                           |
| جنوب إفريقيا                                  | جنوب أفريقيا                                  | جاكوب زوما                                    | رئيس جنوب أفريقيا                             |
| كوريا الجنوبية                                | كوريا الجنوبية                                | إي ميونغ باك                                  | رؤساء كوريا الجنوبية                          |
| تركيا                                         | تركيا                                         | رجب طيب أردوغان                               | رئيس وزراء تركيا                              |
| المملكة المتحدة                               | المملكة المتحدة                               | ديفيد كاميرون                                 | رئيس وزراء المملكة المتحدة                    |
| الولايات المتحدة                              | الولايات المتحدة                              | باراك أوباما                                  | رئيس الولايات المتحدة                         |
| الاتحاد الأوروبي                              | المفوضية الأوروبية                            | دوراو باروسو                                  | رئيس                                          |
| الاتحاد الأوروبي                              | المجلس الأوروبي                               | هيرمان فان رومبوي                             | رئيس المجلس الأوروبي                          |
| دول مدعوة                                     |                                               |                                               |                                               |
| الدولة                                        | الدولة                                        | الممثل                                        | المنصب                                        |
| إثيوبيا                                       | إثيوبيا                                       | ملس زيناوي                                    | رؤساء وزراء أثيوبيا                           |
| مالاوي                                        | مالاوي                                        | بينجو وا موثاريكا                             | رؤساء مالاوي                                  |
| هولندا                                        | هولندا                                        | جان بيتر بالكنإنده                            | رئيس وزراء هولندا                             |
| نيجيريا                                       | نيجيريا                                       | غودلاك جوناثان                                | رئيس                                          |
| إسبانيا                                       | إسبانيا                                       | خوسيه لويس ثباتيرو                            | قائمة رؤساء الوزراء في إسبانيا                |
| فيتنام                                        | فيتنام                                        | نغوين تان دونغ                                | رئيس الوزراء                                  |
| المنظمات الدولية                              |                                               |                                               |                                               |
| منظمة                                         | منظمة                                         | الممثل                                        | المنصب                                        |
|                                               | الاتحاد الأفريقي                              | بينجو وا موثاريكا                             | رئيس                                          |
|                                               | أسيان                                         | Surin Pitsuwan                                | امين عام ‏                                     |
| نغوين تان دونغ                                | أسيان                                         | Summit رئيس                                   |                                               |
|                                               | مجلس الإستقرار المالي                         | ماريو دراجي                                   | رئيس                                          |
|                                               | منظمة العمل الدولية                           | Juan Somavía                                  | المدير العام                                  |
|                                               | صندوق النقد الدولي                            | دومينيك ستراوس كان                            | المدير العام                                  |
|                                               | نيباد                                         | ملس زيناوي                                    | رئيس                                          |
|                                               | منظمة التعاون الاقتصادي والتنمية              | خوسيه إنجيل جوريا ‏                            | امين عام                                      |
| الأمم المتحدة                                 | الأمم المتحدة                                 | بان كي مون                                    | أمين عام الأمم المتحدة                        |
|                                               | مجموعة البنك الدولي                           | روبرت زوليك                                   | رئيس                                          |
|                                               | منظمة التجارة العالمية                        | باسكال لامي                                   | المدير العام                                  |